# Kanton Aubenas-2
Aubenas-2 is een kanton van het Franse departement Ardèche. Het kanton maakt deel uit van het arrondissement Largentière. Het werd opgericht door het decreet van 13 februari 2014, met uitwerking op 22 maart 2015 en met Aubenas als hoofdplaats.

## Gemeenten
Het kanton omvatte bij zijn oprichting, naast een deel van Aubenas, 14 gemeenten:
- Aubenas (oostelijk deel, hoofdplaats)
- Ailhon
- Fons
- Lachapelle-sous-Aubenas
- Lanas
- Lentillères
- Mercuer
- Saint-Didier-sous-Aubenas
- Saint-Étienne-de-Boulogne
- Saint-Étienne-de-Fontbellon
- Saint-Michel-de-Boulogne
- Saint-Privat
- Saint-Sernin
- Vesseaux
- Vinezac